# Mr. Slan
Mr. Slan (настоящее имя — Салиев Руслан Маратович; род. 3 сентября 1981 года, Ташкент, Узбекистан) — популярный исполнитель хип-хопа, автор текстов и песен, студийный продюсер и композитор. Считается важной фигурой в популяризации хип-хоп-культуры в Узбекистане.

## Биография

### Молодость
Родился в творческой семье балерины и кинооператора. С раннего детства увлекался сценой, поэтому в возрасте 8 лет поступил в детский ВИА «Искорка» под руководством Людмилы Упоровой и Татьяны Минич. В 1994 году сделал первые шаги в создании хип-хоп треков. В 1998 году после окончания школы поступил на факультет режиссуры кино и телевидения Ташкентского государственного института искусств имени Маннона Уйгура. В 1999 году запустил первое в истории Узбекистана радио шоу о рэп музыке — «Хип-хоп просвещение» на радио «Сезам». Годом позже с этим же проектом, а также с двумя другими — «Underground», «Вулкан» переходит на «Авторадио Хамрох». С 2000 по 2003 годы радио проекты Mr. Slan — «Хип-Хоп просвещение» и «Underground» становятся одними из самых рейтинговых радио шоу среди молодёжи. Также с 2001 по 2003 годы — Mr. Slan был музыкальным редактором радиостанции.

### Shark Attack
В 2000 году творчество артиста находит себя в составе рэп-группы Shark Attack. Первый альбом коллектива «Sharks Meal Assortment», в котором, помимо Mr. Slan работали основатель проекта Shark и певица Fox вышел в 2000 году. Три песни из альбома : «1-2», «Dance with me» и «Perfect feeling» стали хитами среди молодёжи. В том же году Mr. Slan становится режиссёром первого крупного хип-хоп фестиваля в Узбекистане (трёхдневный марафон Open Air), совместно с Shark. Фестиваль проходит под эгидой Shark Attack и собирает около 3 000 зрителей. Вторая пластинка коллектива — «The second coming» (в котором остаются Shark и Mr. Slan, работая с приглашёнными артистами) выходит в 2002 году и становится культовой в Узбекистане. Этот альбом стал первым в отечественной рэп индустрии, который побил рекорды продаж хип-хоп музыки в регионе. Песни «Away», «Time to say goodbye», «Исповедь», «Что бы ни случилось», «My enemies», «Рассвет» занимали верхние строчки радиочартов, а альбом ещё долгое время хорошо продавался. В конце 2002 года Mr. Slan начинает запись сольной пластинки в тандеме с детройтским рэп лейблом «NEG Entertainment» под названием «5 steps to the sun». Релиз альбома состоялся в Интернете. Песни «Дочь», «Пуанты», «5 steps to the sun» становятся хитами.

### Переезд в Москву
Во второй половине 2003 года Mr. Slan покидает Shark Attack и уезжает в Москву, в компании менеджера Сарвара Мухамедова, и битмейкера Amen «Hades». В 2004 Mr. Slan записывает рэп партию для песни Вячеслава Бутусова «Колесницегонитель», которая вошла в его альбом Биографика. В том же году, артист записывает совместную песню и снимается в клипе проекта SKY — «Мальчик ищет маму», которая становится одним из хитов года, обозначив своим присутствием почти все чарты СНГ, включая хит листы Муз-ТВ и MTV Россия. Проект SKY также номинируется на MTV RMA 04 в категории «Дебют года». Также в 2004 году принял участие в записи альбомной версии заглавного саундтрека к фильму «Ночной Дозор» вместе с группой Ума Турман. Песня Mr. Slan — «Пуанты» становится саундтреком к телесериалу Али Хамраева «Место под солнцем», главную роль в котором сыграла Анастасия Волочкова. В 2005 году Mr. Slan записывает дуэт с девичьим проектом Дикие Ягоды — «Физ-ра», музыку написал Amen «Hades». Клип на эту песню снимали Валерий Гусев и Максим Осадчий. «Физ-ра» стала очередным хитом на музыкальных каналах России и ближнего зарубежья. Также в 2005 году Mr. Slan становится автором текстов к четырём песням группы А-Студио, которые вошли в их новый альбом «Улетаю». В альбоме «Улетаю» также присутствует дуэт Mr. Slan и А-Студио — I’ll be around. В этом же году Mr. Slan в сотрудничестве с Аркадием Саркисяном выпускает в Интернет песню в поддержку Майкла Джексона — «Michael Jackson Song», которая обеспечила Mr.Slan мощный резонанc среди поклонников Майкла Джексона по всему миру. Песня стала гимном ралли в поддержку невиновности короля поп музыки, что освещалось программами «5 вечеров» («Первый канал») и «На Бульваре» («ДТВ»). В этом же году песню «Whistle This» дуэтом исполнили Mr. Slan и питерский R’n’B проект Liana, которая попала во все респектабельные музыкальные сборники питерского хип-хопа.

### Возвращение на родину
В 2006 году Mr. Slan возвращается на родину и работает с большим количеством узбекистанских и российских звёзд, как автор песен и студийный продюсер. В том числе создано немало звёздных дуэтов, клипы на которые активно ротировались на местных телеканалах. В 2007 году Mr. Slan начинает работу над новой сольной пластинкой «Клоны». Над альбомом в качестве композиторов и битмейкеров работали Firstface, Serj Marshel, La Phrase, Дмитрий Тимонин. Релиз диска состоялся 14 сентября 2009 года в Ташкенте. Интернет и радиосинглы «Баллада», «Клоны», «Если ты уйдёшь» стали хитами ротаций, а спрос на продажи альбома был стабильно высок несколько месяцев после релиза. Также песни «Если ты уйдёшь» и «Баллада» побывали в чарте Радио «Premium» (Москва), а также в стабильной ротации «Russian Radio Australia». Трек из этого альбома «She’s Got it» попал в респектабельный немецкий хип-хоп mixtape — «Troublemakaz vol 2». 15 сентября состоялся интернет релиз нового сингла Mr.Slan в дуэте с резидентом ташкентского Comedy Light Суреном Владимировичем — «На Двоих» — своеобразный гимн дружбе.
Настоящее время
C 2018 года ведёт свой канал «Налегке» на YouTube, в котором берёт интервью с интересными творческими людьми Узбекистана. Также ведёт канал «Soul kitchen» в приложении Telegram, посвящённый обзорам современной музыки.

## Дискография
- Shark Attack — Sharks Meal Assortment (2000)
- Shark Attack — The Second Coming (2002)
- Mr. Slan — 5 Steps To The Sun (2003)
- Mr. Slan — Клоны (2009)
- Mr. Slan — Монологи (2011)

## Синглы
- «Away»
- «Time to say good bye»
- «Исповедь»
- «Что бы ни случилось»
- «My enemies»
- «Рассвет»
- «Баллада»
- «Клоны»
- «Если ты уйдёшь»
- «Michael Jackson Song»
- Совместно с Суреном Владимировичем — «На двоих»